# Maxus
SAIC Maxus Automotive Co., Ltd., яка торгує як Maxus і іноді відома під транскрипцією піньїнь китайської назви, Datong (大通) ― китайська марка автомобілів. Зараз це виробник комерційних і пасажирських транспортних засобів, що є дочірньою компанією SAIC Motor, яка володіє іншими брендами, такими як MG і Roewe.
Офіційним імпортером Maxus в Україні є ТОВ «РСА Україна». Перший дилерський центр відкрився у Києві (с. Бортничі, вул. Заболотного, 1А), але протягом 2025-го року планується розширення дилерської мережі в Києві, Харкові, Львові, Луцьку, Житомирі та Дніпрі.

## Назва
Бренд Maxus походить від моделі LDV Maxus неіснуючого британського виробника комерційних автомобілів LDV Group після придбання інтелектуальної власності LDV компанією SAIC у 2010 році. 

## Історія
Перший продукт Maxus, фургон V80, був представлений на автосалоні в Шанхаї в квітні 2011 року.  У тому ж місяці SAIC підписала угоду про призначення малайзійської групи WestStar офіційним дистриб’ютором V80 для Азіатсько-Тихоокеанського регіону. Церемонія інавгурації V80 відбулася в Шанхаї 29 червня 2011 року.  Продажі автомобілів Maxus в Австралазії почалися в 2012 році, з дистрибуції австралійською WMC Group.  У вересні 2013 року було оголошено, що автомобілі Maxus продаватимуться в Таїланді з 2014 року в рамках угоди між SAIC і SAIC Motor-CP Co.
З квітня 2013 року дочірня компанія Kauffman Group Andes Motor є офіційним дистриб'ютором бренду Maxus в Чилі. У липні 2017 року Чилі стала першим зарубіжним ринком, де продається пікап T60, де він досяг повного успіху, ставши лише за рік 10-м найбільш продаваним пікапом у Чилі, випереджаючи всіх китайських конкурентів згідно з Національною автомобільною асоціацією Чилі та спонукання Andes Motor розширити свою дилерську мережу Maxus по всій країні.
У жовтні 2013 року Maxus був представлений у Саудівській Аравії через компанію Haji Husein Alireza & Co. Ltd.
Друга серійна модель Maxus, G10 MPV, надійшла в продаж у Китаї в березні 2014 року  У тому ж місяці Maxus був представлений в Ірані, Сирії та ОАЕ. 
14 грудня 2015 року Maxus був офіційно представлений у Гонконзі з моделями V80 і G10, які продавалися у співпраці з Inchcape Group.  Бренд був запущений у Сінгапурі 17 грудня 2015 року спільно з компанією Cycle & Carriage як офіційним дистриб’ютором, яка також була офіційним спонсором транспортних засобів для 8-ї події ASEAN Para Games 2015. 
2 жовтня 2018 року Ayala Corporation оголосила, що AC Motors є офіційним дистриб’ютором автомобілів Maxus на Філіппінах. 
6 листопада 2023 року SAIC Maxus офіційно представила свій новий бренд легких автобусів «Xintu».

## Продукти
Поточний асортимент Maxus складається з наступних моделей:

#### Серія D (позашляховики)
- Maxus D60 (2019–теперішній час)
  - Maxus Mifa 6, електричний варіант D60 (2023–дотепер)
  - Maxus Euniq 6, електричний варіант D60 (2019–2023)
- Maxus D90 (2017–теперішній час)
  - Maxus Territory, розкішний варіант D90 (2022–дотепер)

#### Серія G (MPV)
- Maxus G10 (2014–теперішній час)
  - Maxus RG10, автофургон на базі G10 (2019–тепер)
  - Maxus EG10, електричний варіант G10 (2016–тепер)
- Maxus G20 (2019–теперішній час)
  - Maxus Mifa, водневий варіант G20 (2022–тепер)
  - Maxus Euniq 7, електричний варіант G20 (2020–2023)
- Maxus G50 (2018–теперішній час)
  - Maxus Mifa 5, електричний варіант G50 (2023–теперішній час)
  - Maxus Euniq 5, електричний варіант G50 (2019–2023)
- Maxus G70 (2023–тепер)
  - Maxus Mifa 7 (2023–тепер)
- Maxus G90 (2022–тепер)
  - Maxus Mifa 9 (2021–теперішній час)

#### Серія T (пікапи)
- Maxus T60 (2016–теперішній час)
- Maxus T70 (2019–теперішній час)
- Maxus T90 (2021–теперішній час)
- Maxus eTerron 9 (2025–теперішній час)

#### Серія V (фургони)
- Maxus Dana V1 (2023–тепер)
  - Maxus Dana M1, пасажирський варіант Dana V1 (2023–теперішній час)
- Maxus EV30 (2018–теперішній час)
- Maxus V70 (2022–теперішній час)
  - Maxus EV70, електричний варіант V70 (2023–дотепер)
- Maxus V80 (2011–тепер)
  - Maxus RV80, автофургон на базі V80 (2016–тепер)
  - Maxus EV80, електричний варіант V80 (2014–тепер)
  - Maxus FCV80, розширений варіант V80
  - Шасі Maxus SV62 V80
- Maxus V90 (2019–теперішній час)

#### фургони
- Maxus V100 на базі V90
- Маxus V80
- Maxus H90, створений на базі Iveco Daily Ousheng
- Маxus Т90

### Колишні

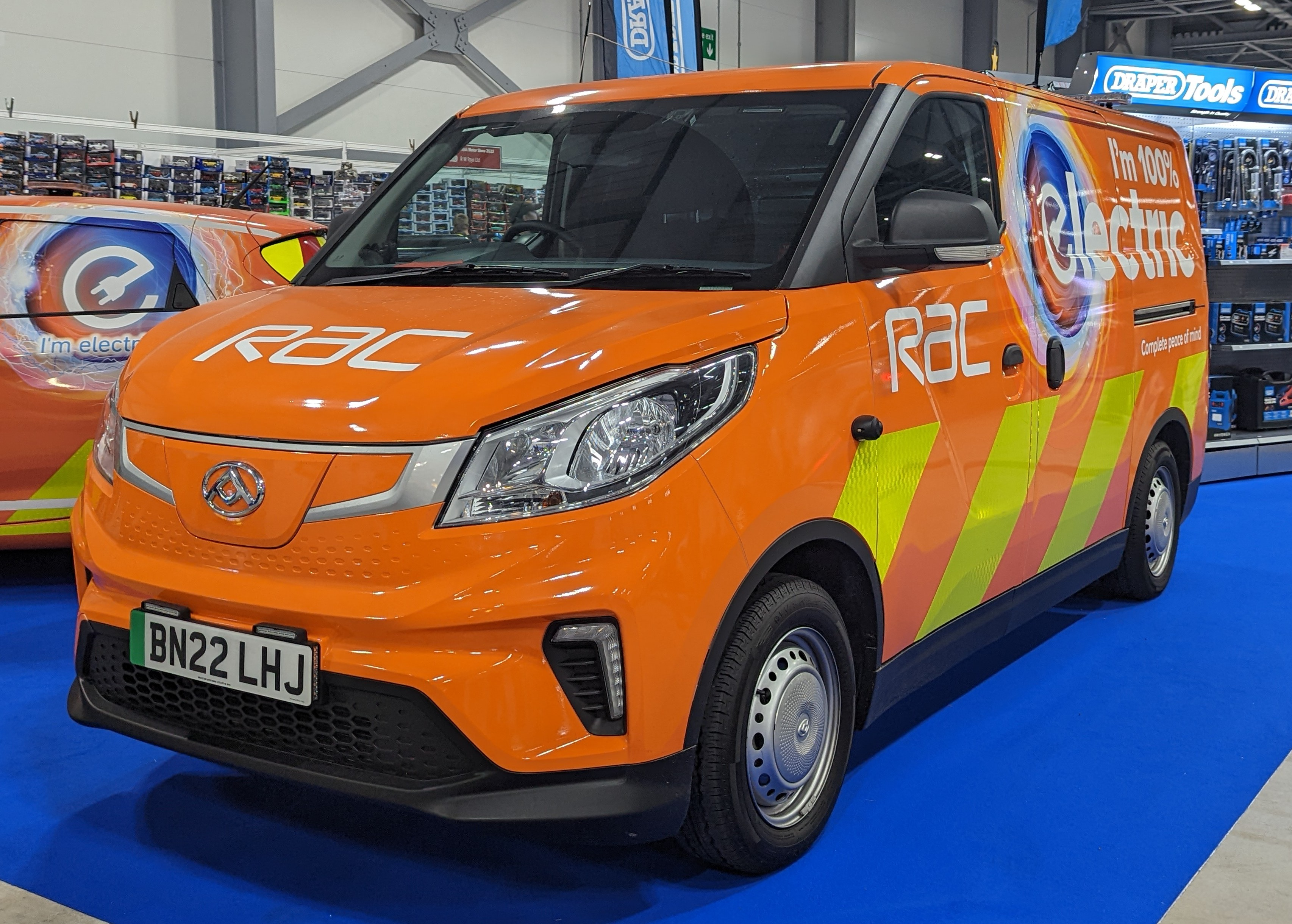
Maxus Istana
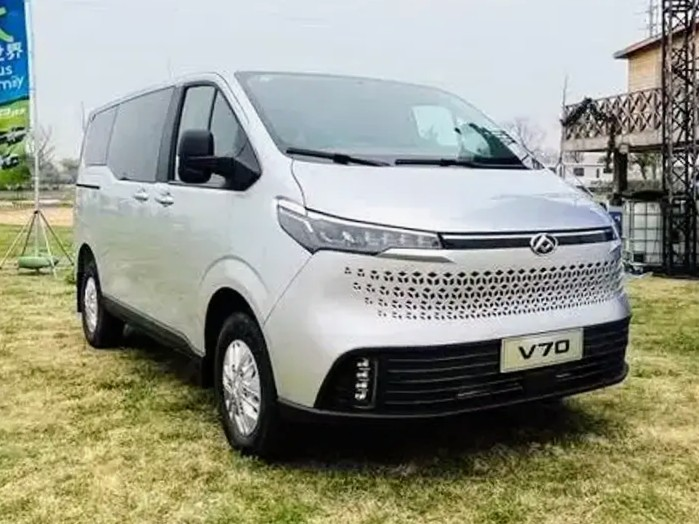
Maxus LD100
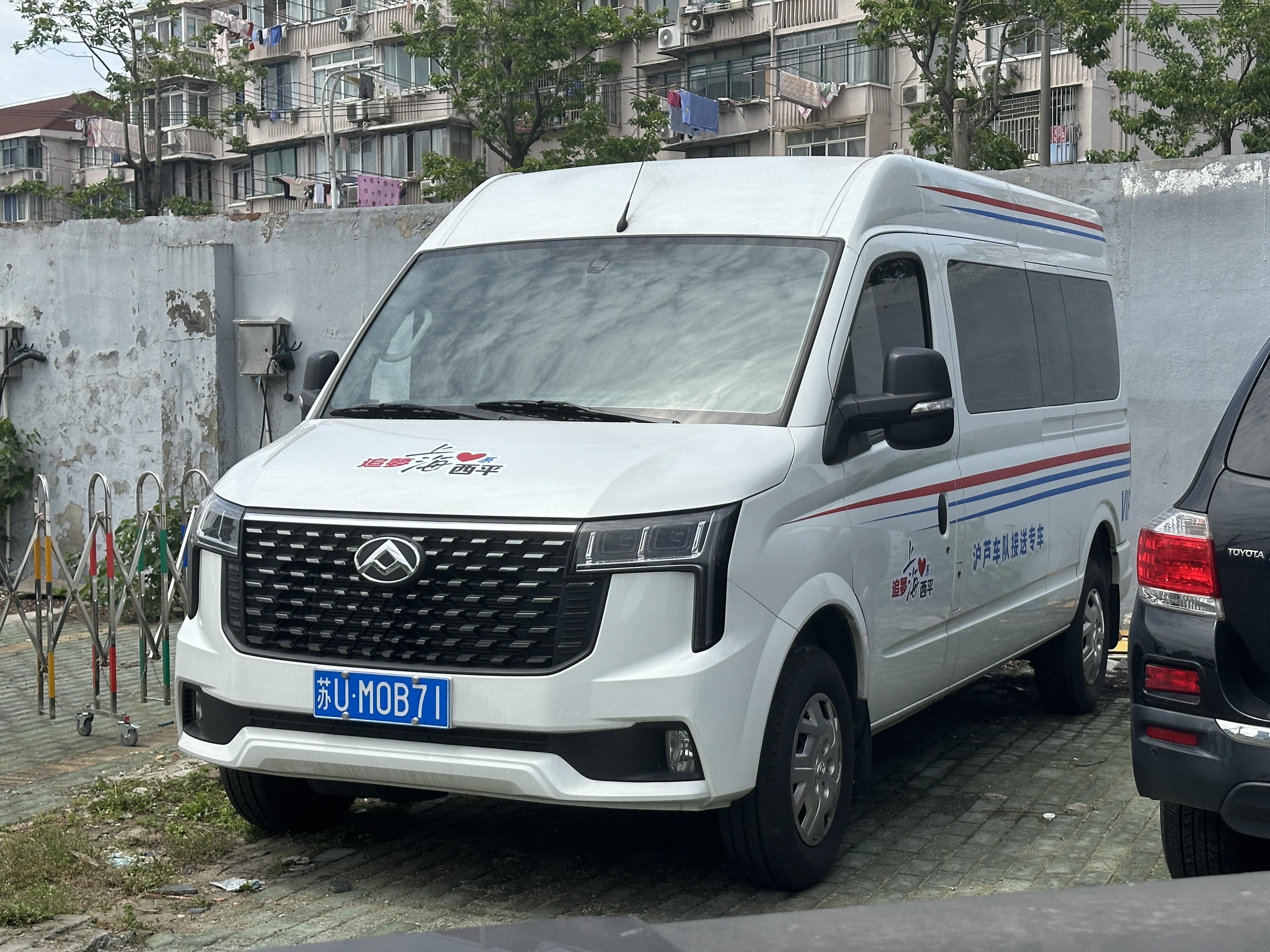
Maxus V80
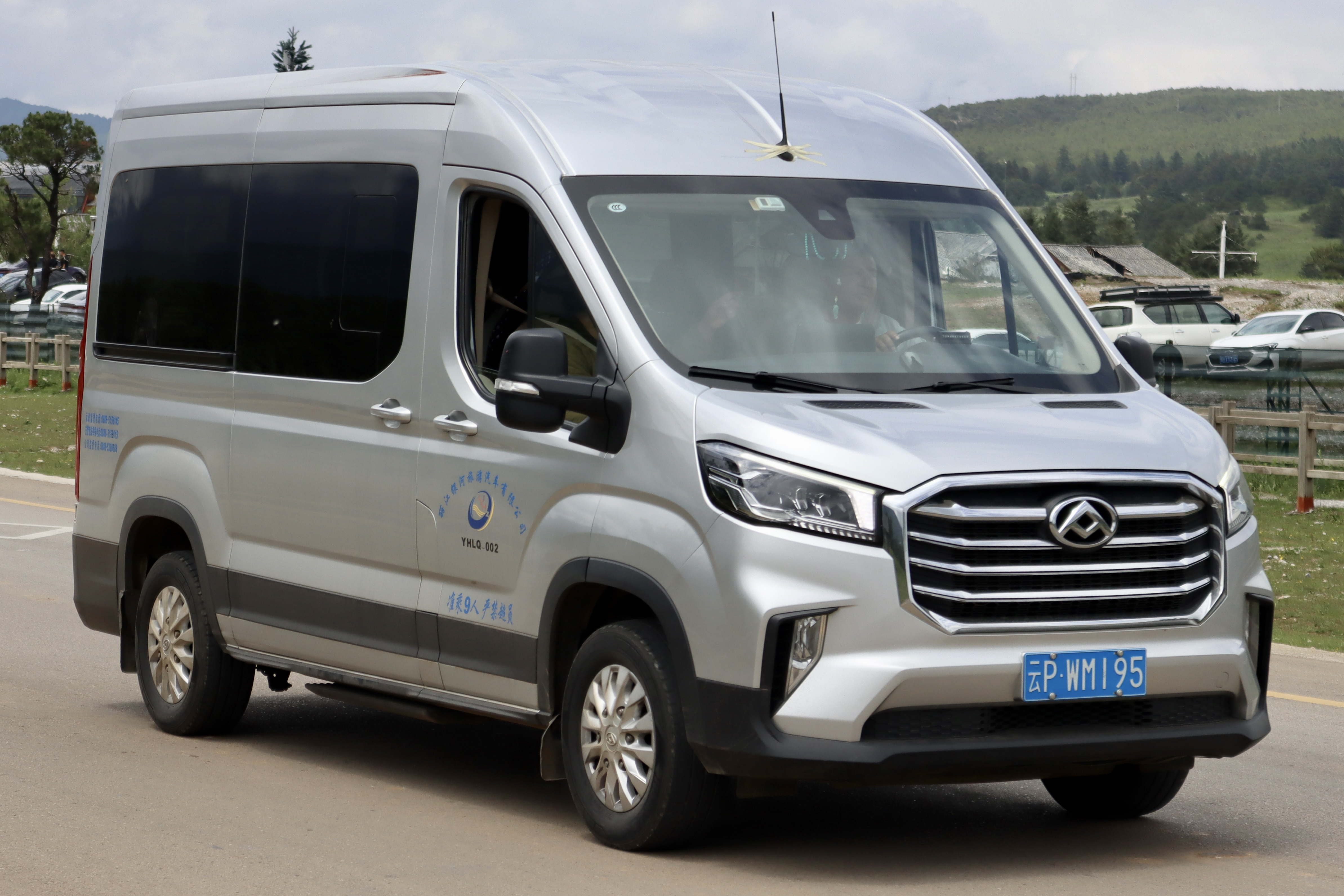
Maxus V90
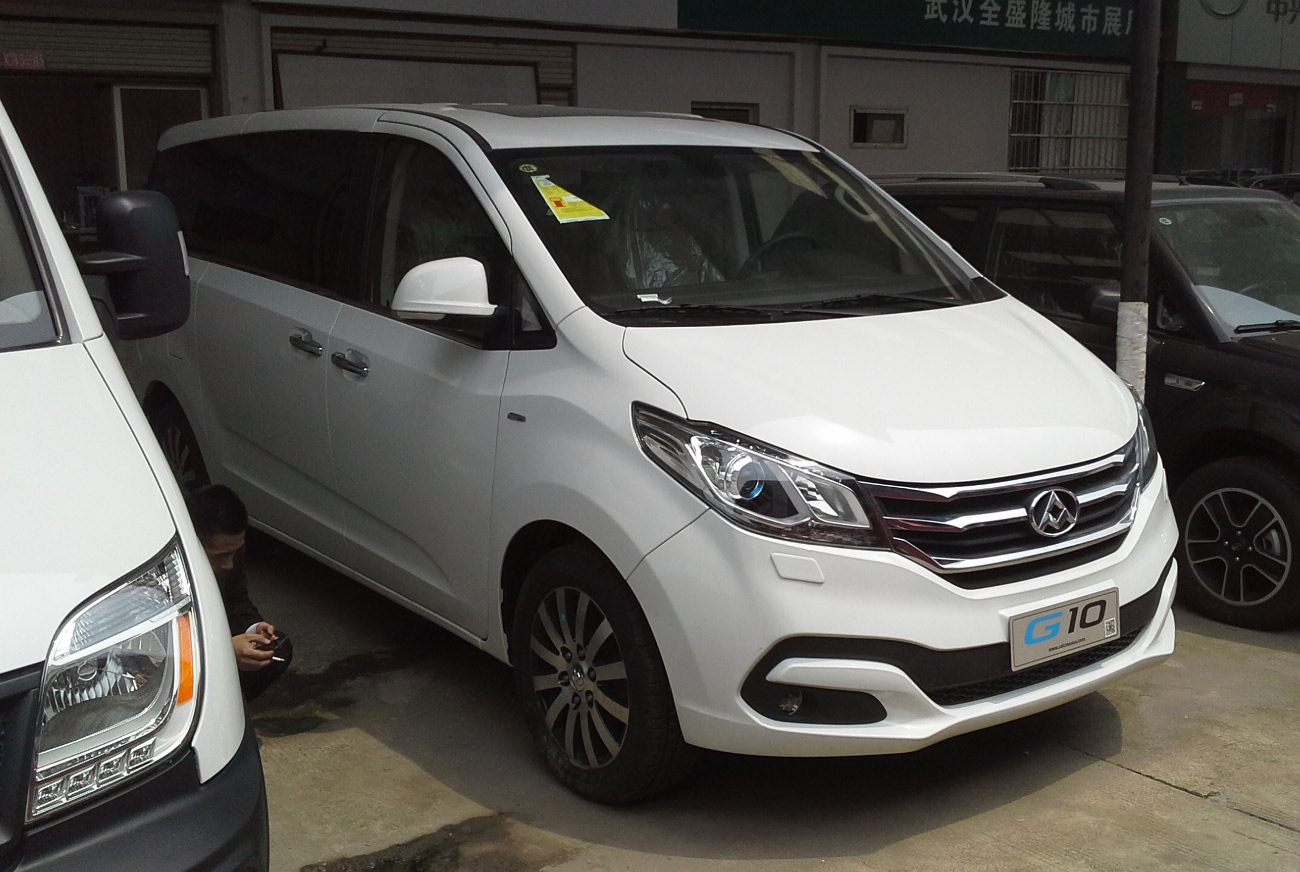
Maxus G10
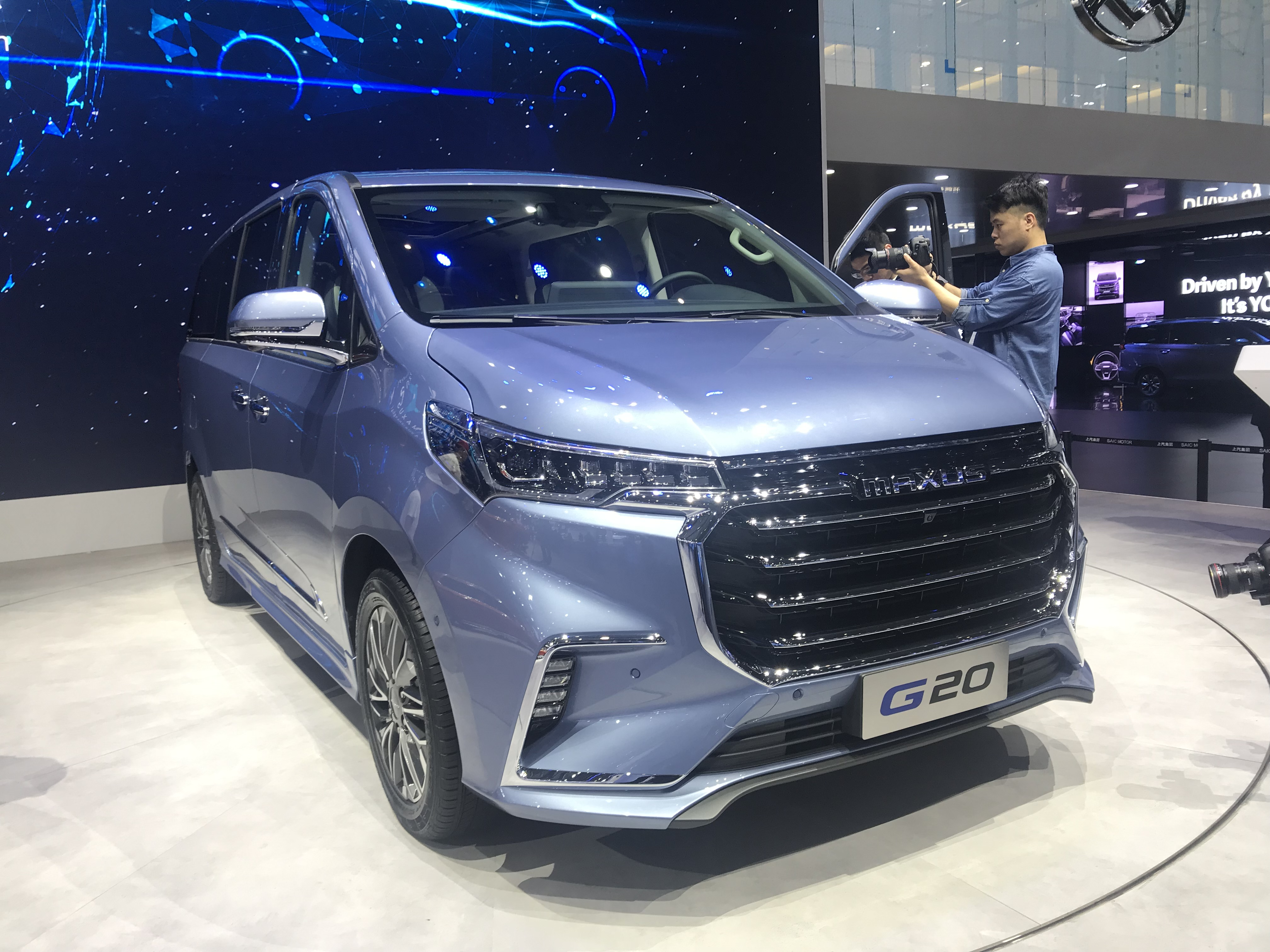
Maxus G20
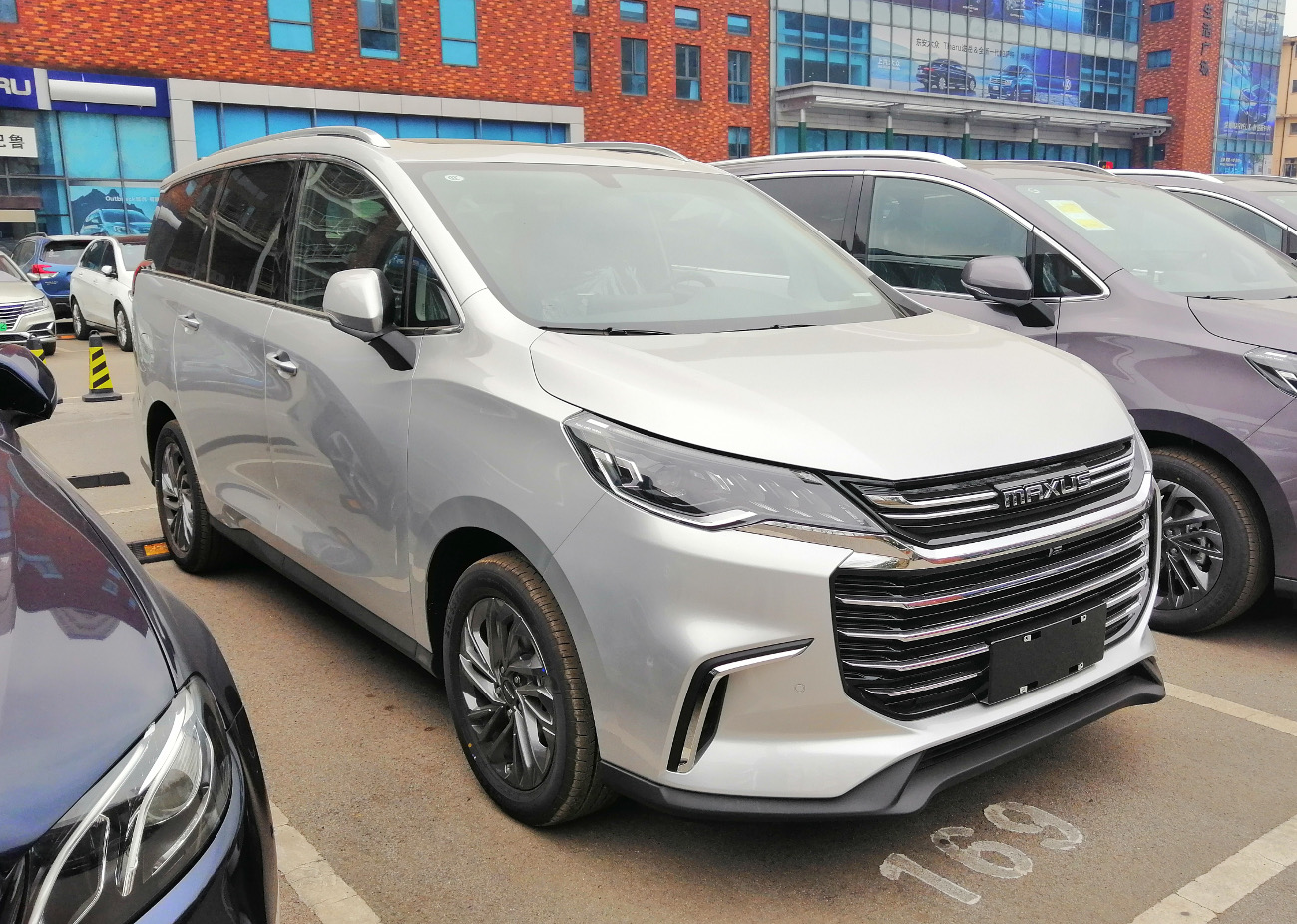
Maxus G50
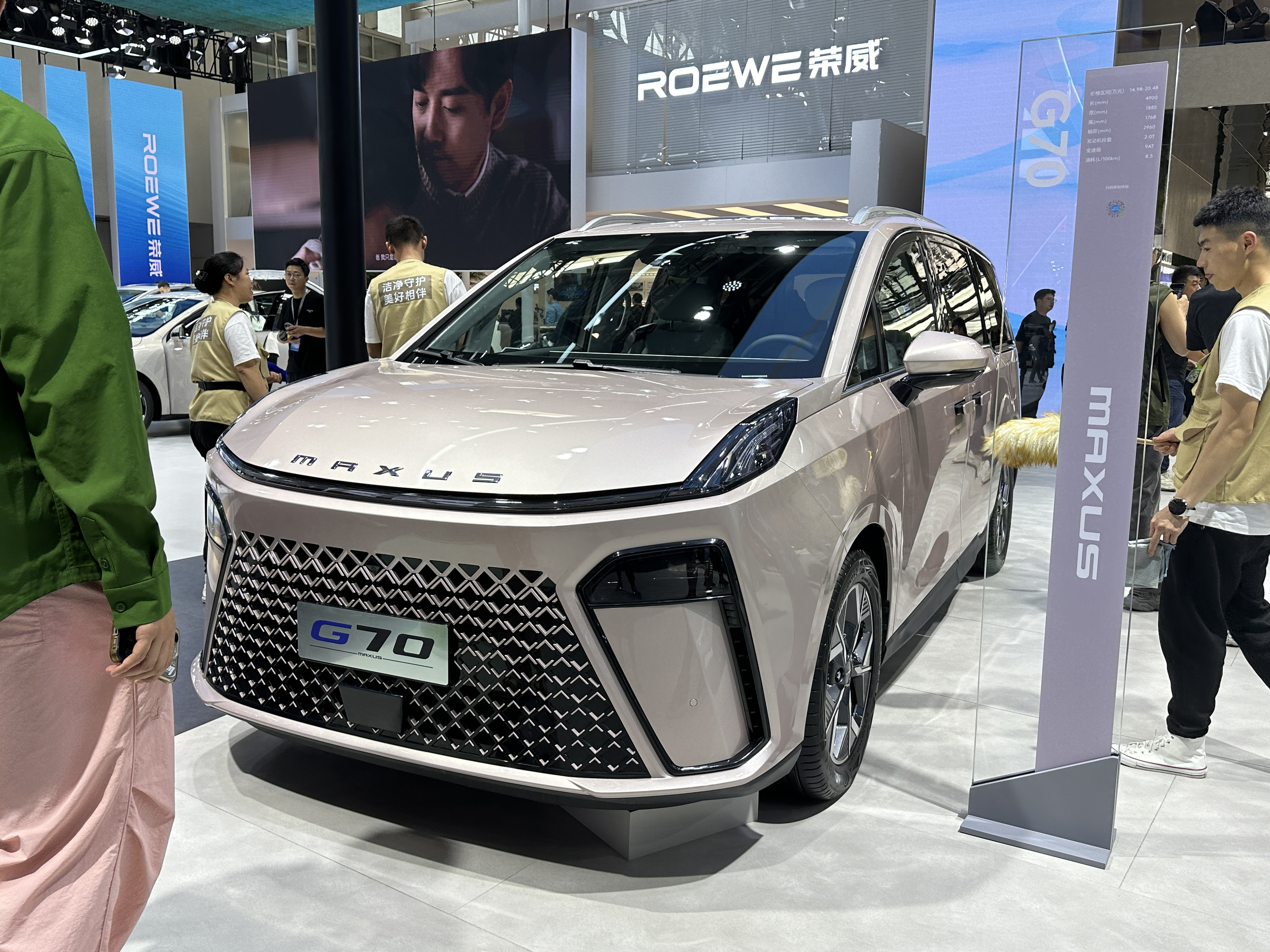
Maxus G70
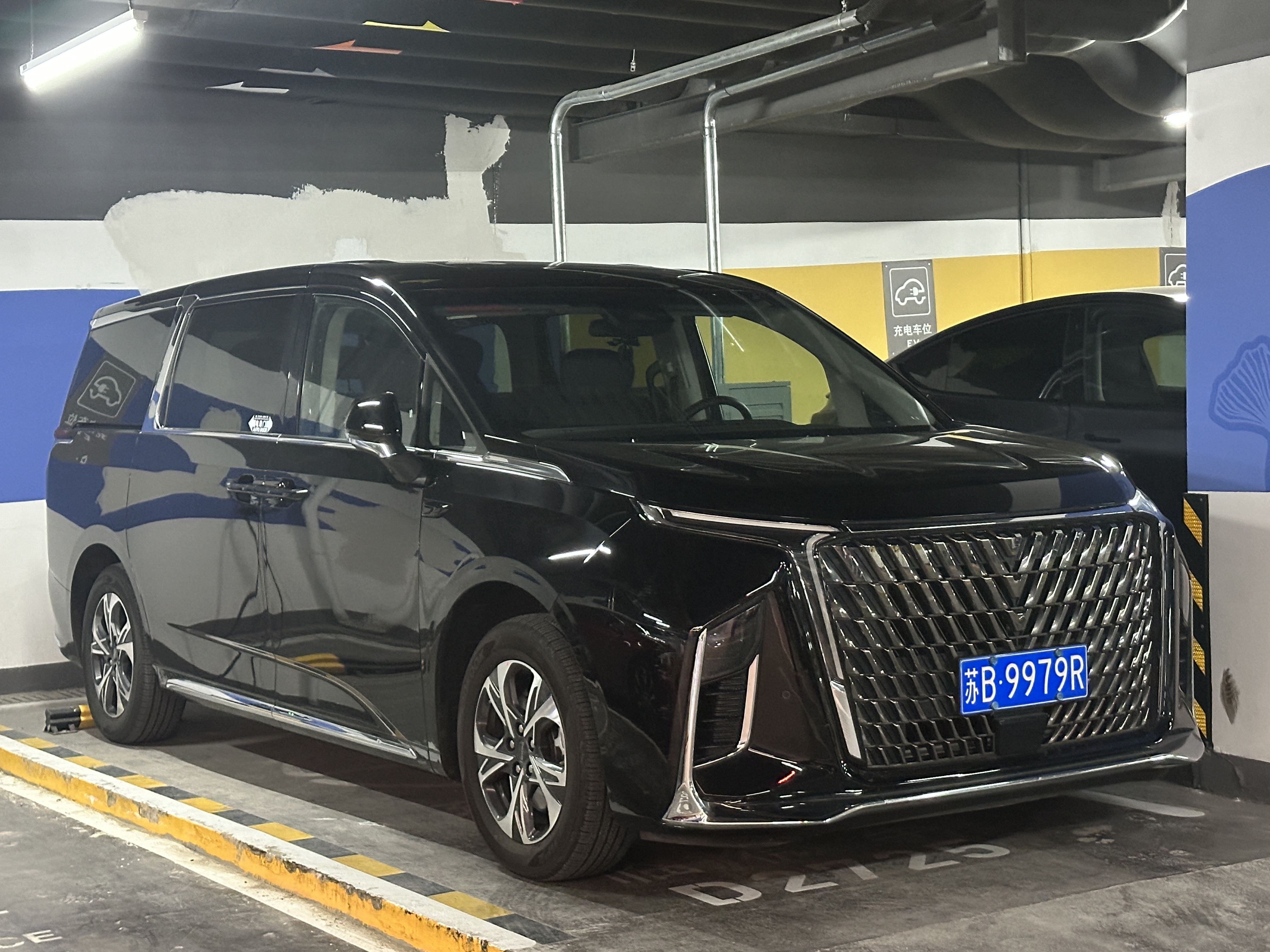
Maxus G90
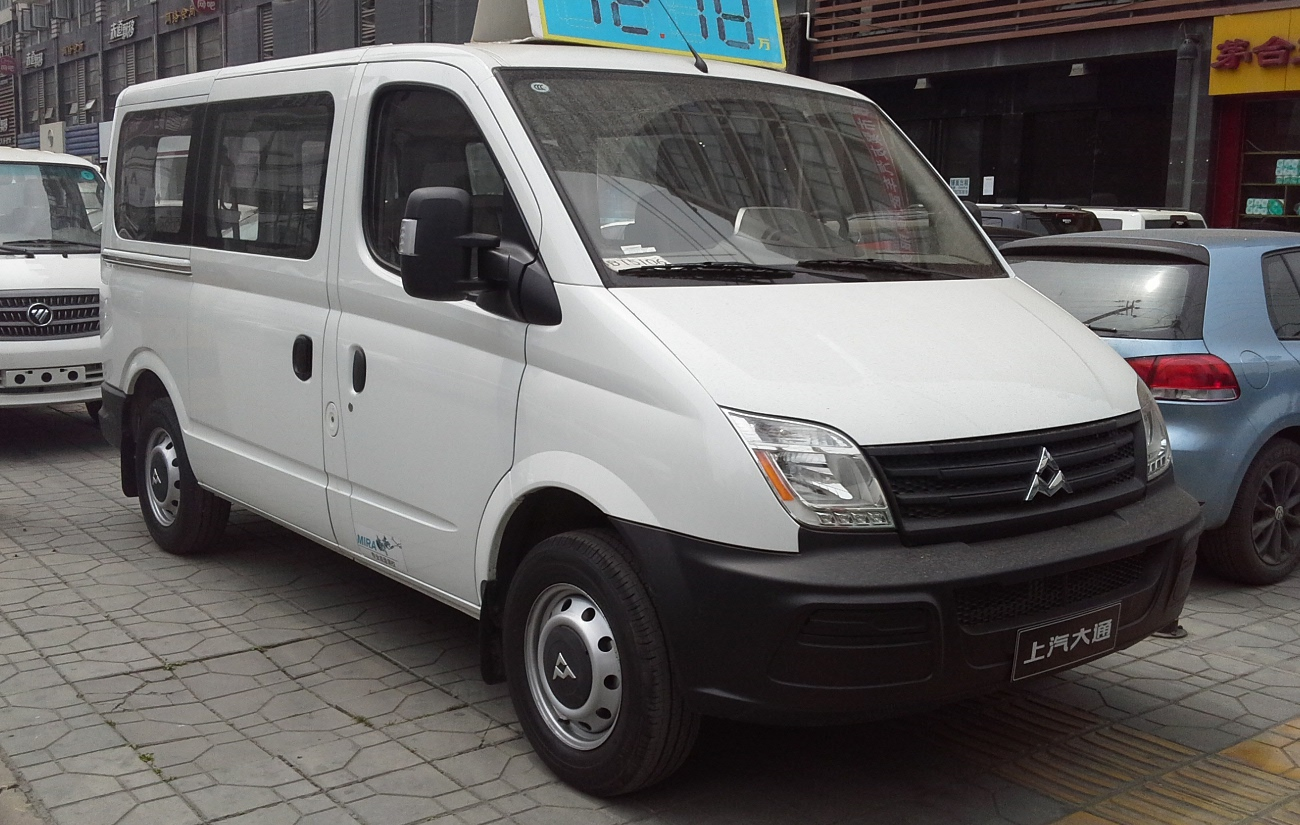
Maxus LD100
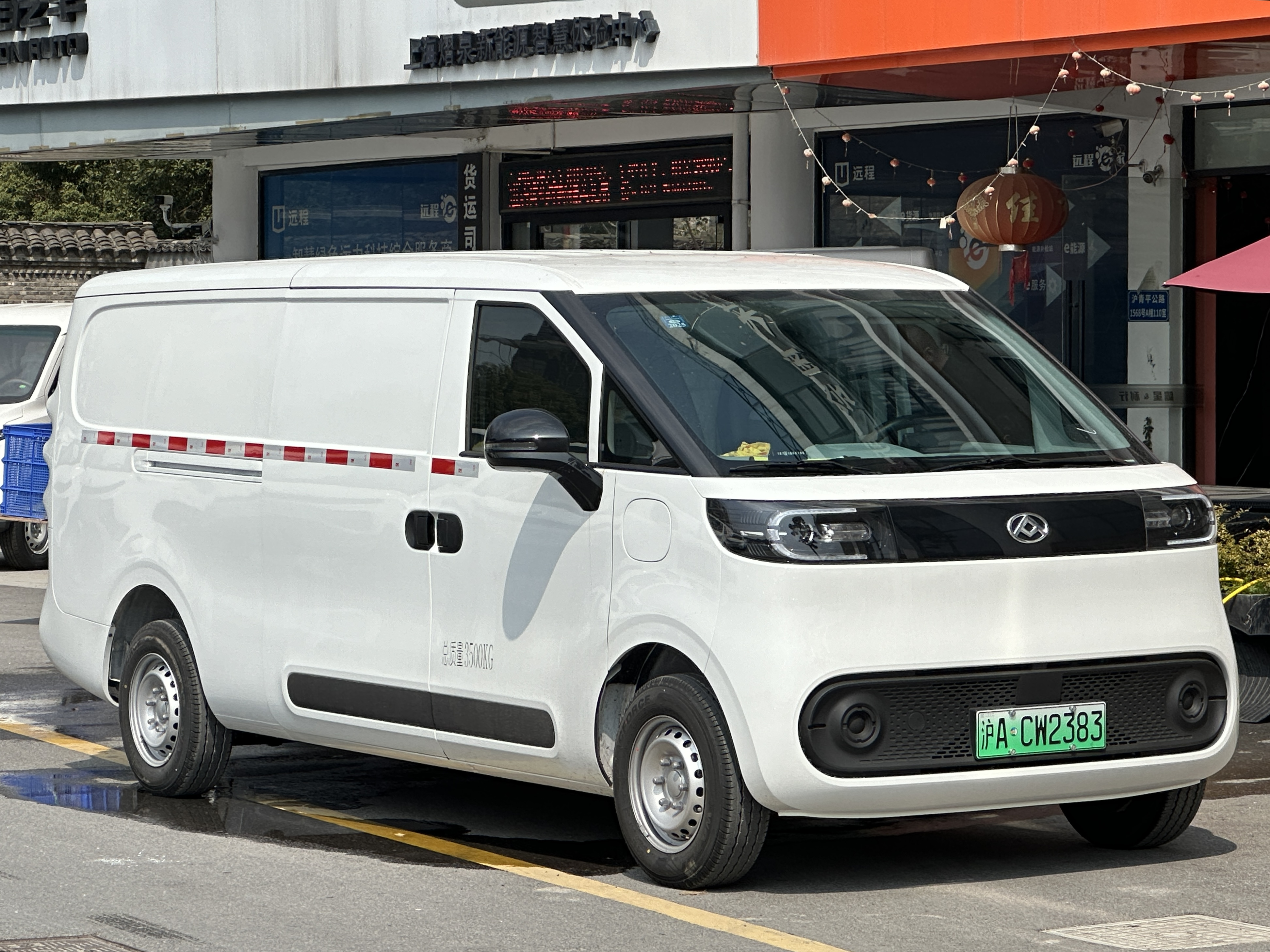
Maxus Dana V1
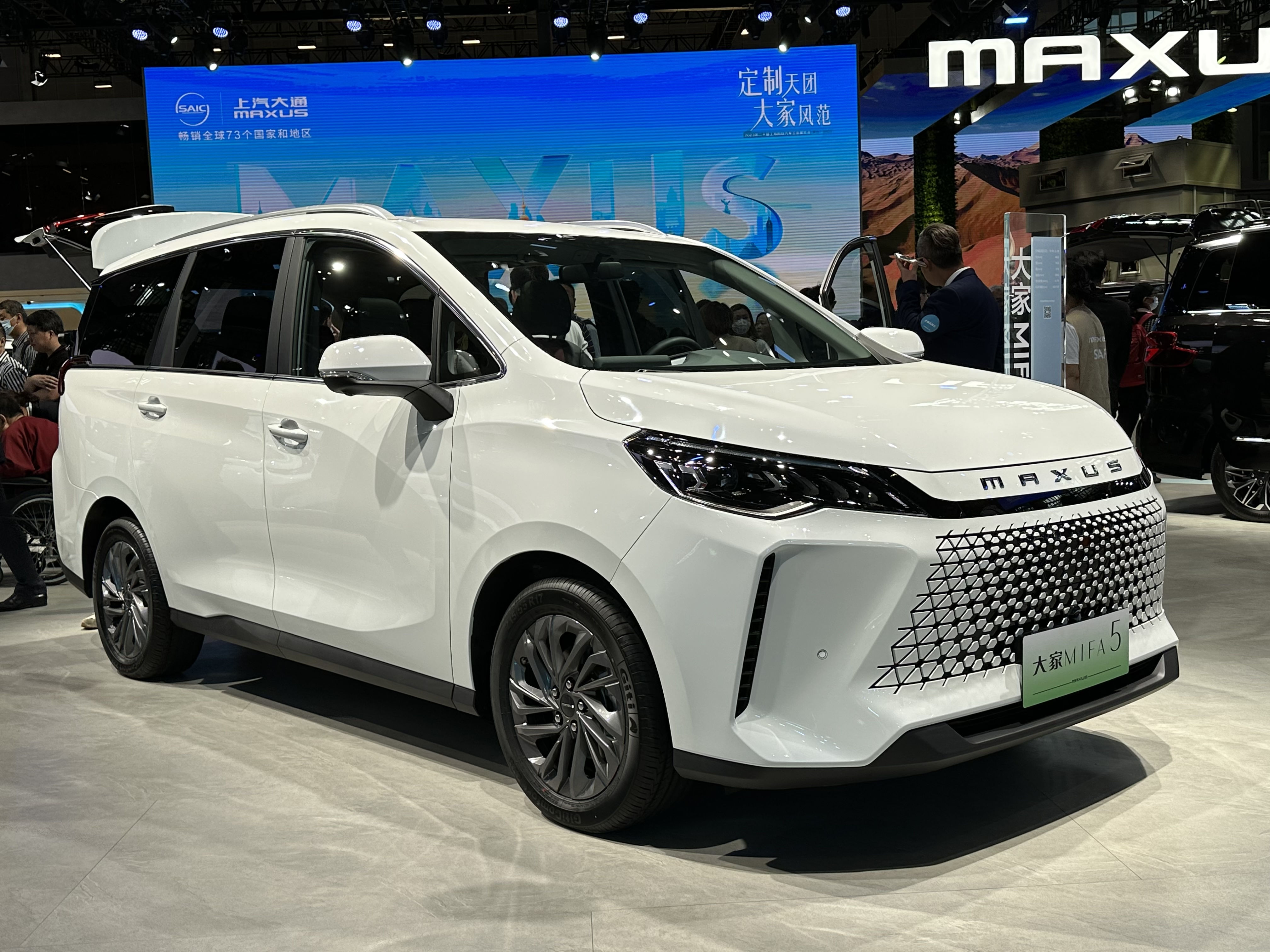
Maxus Mifa 5
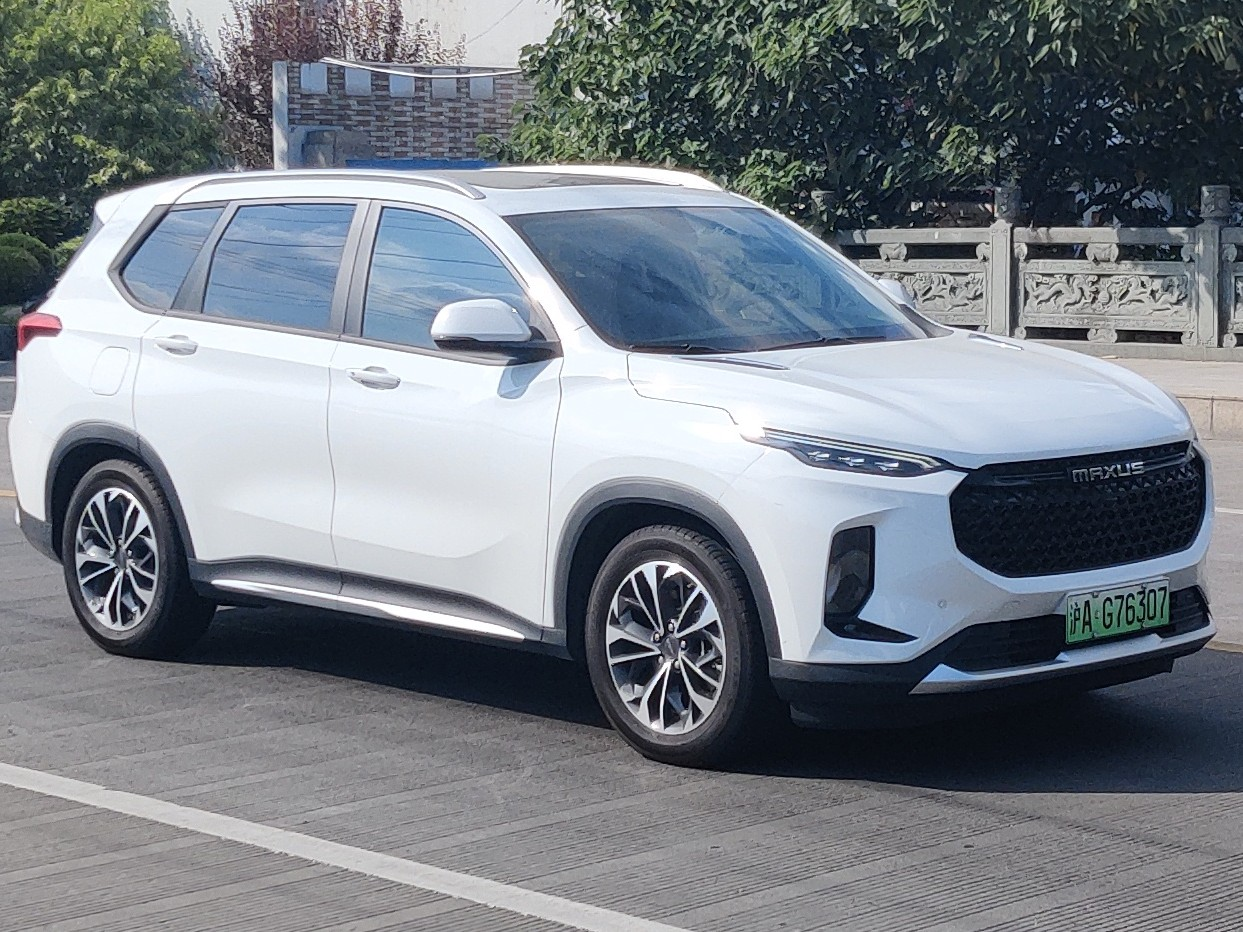
Maxus Euniq/Mifa 6
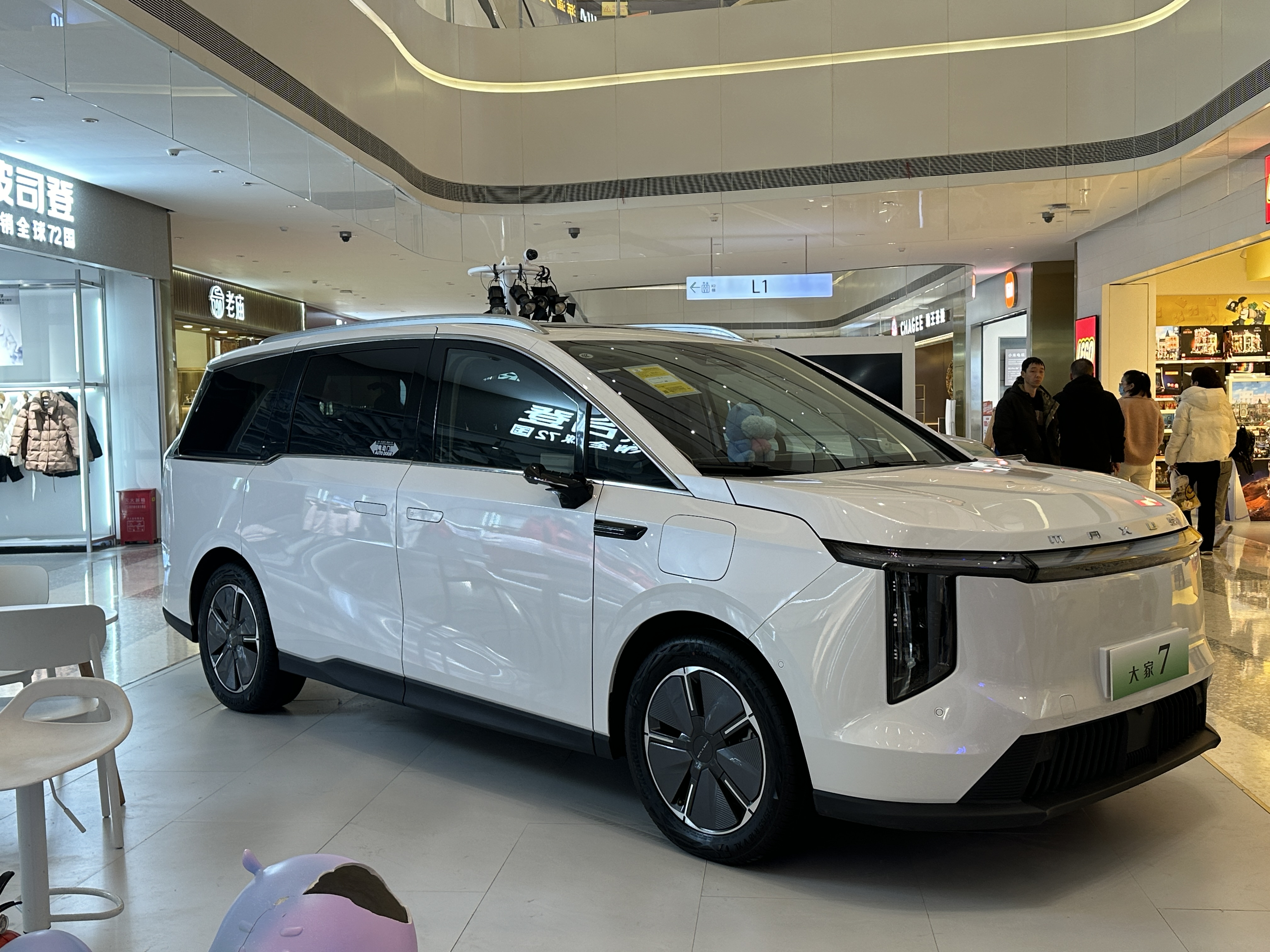
Maxus Mifa 7
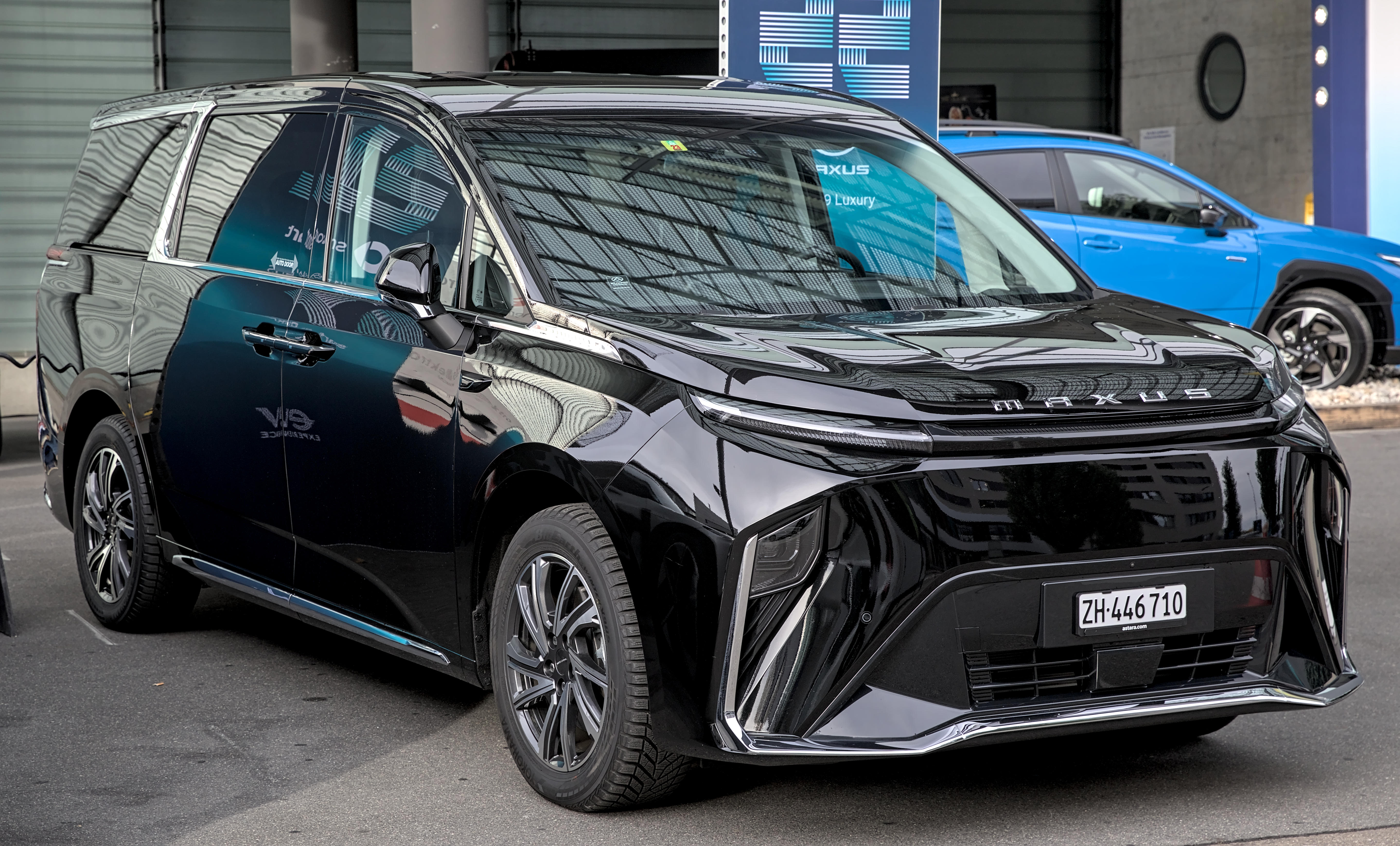
Maxus Mifa 9
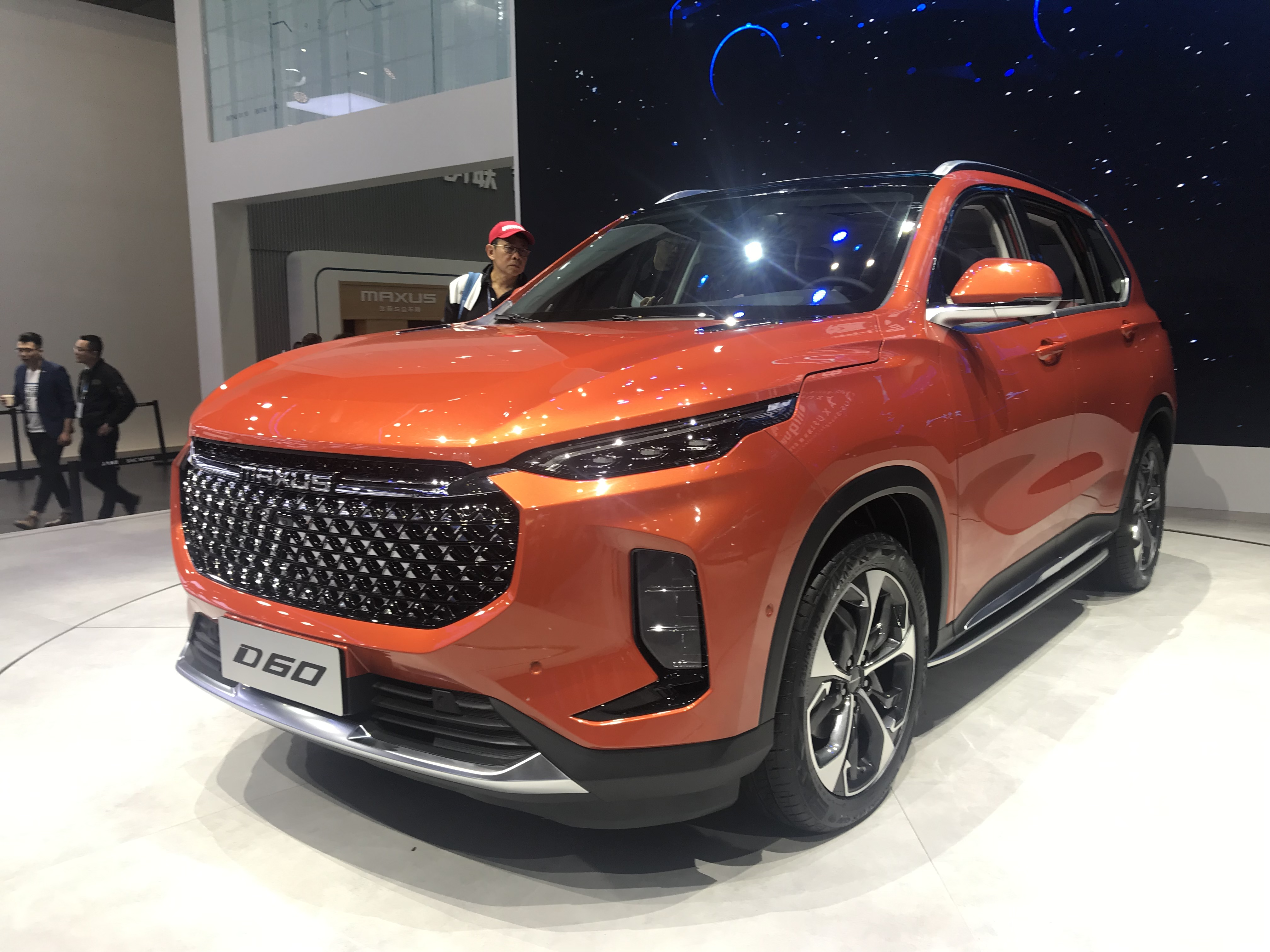
Maxus D60
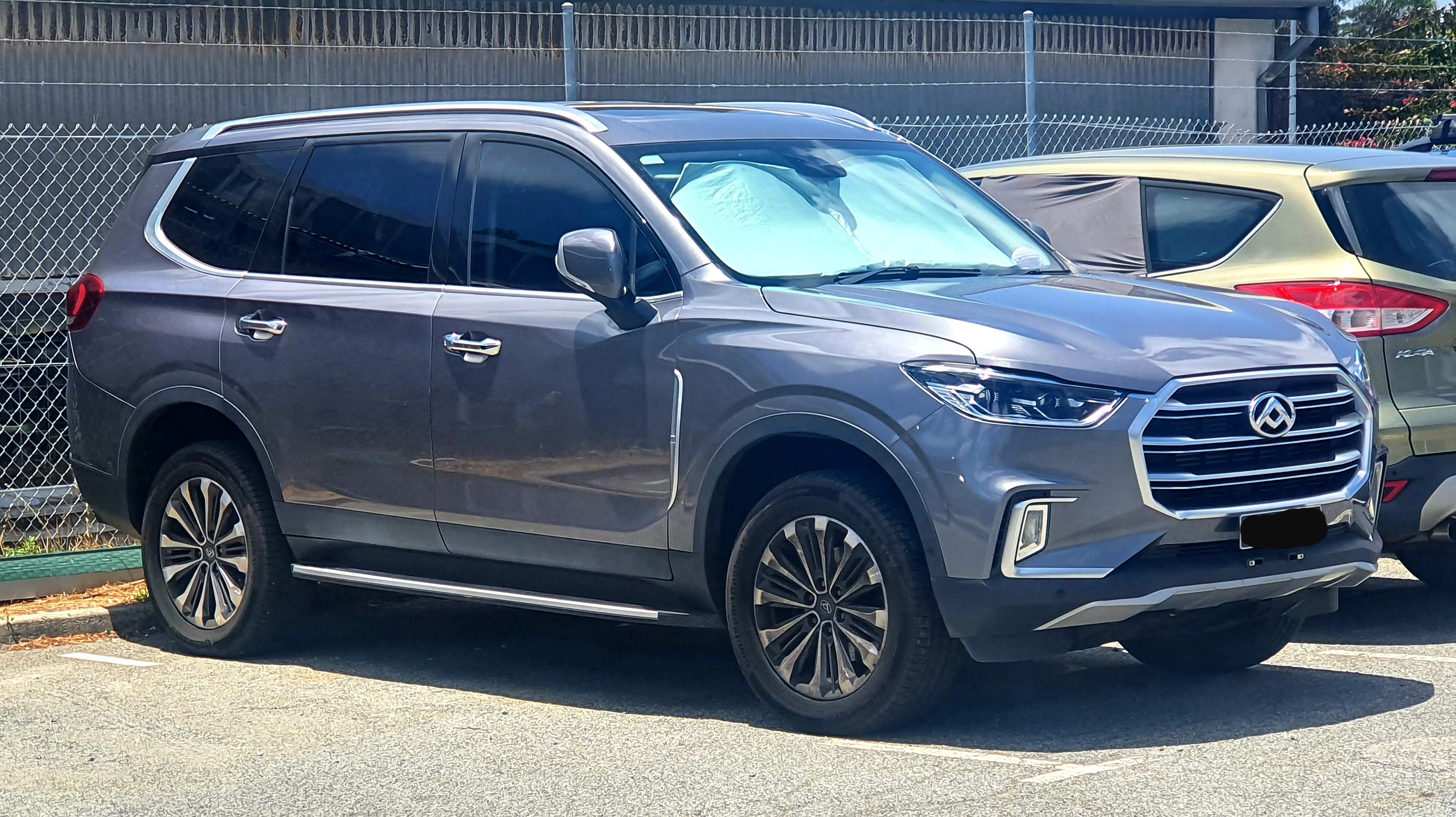
Maxus D90
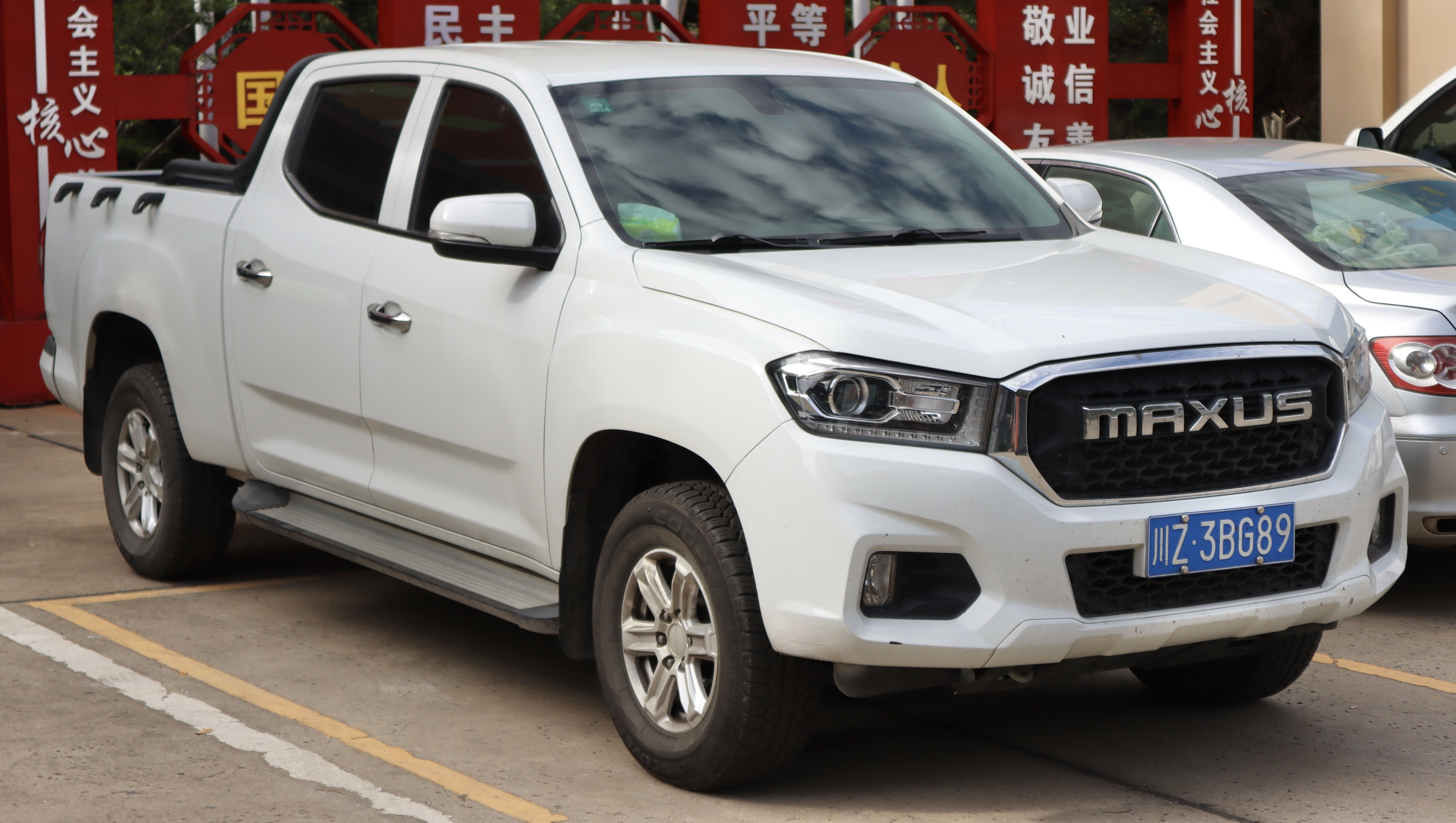
Maxus T70
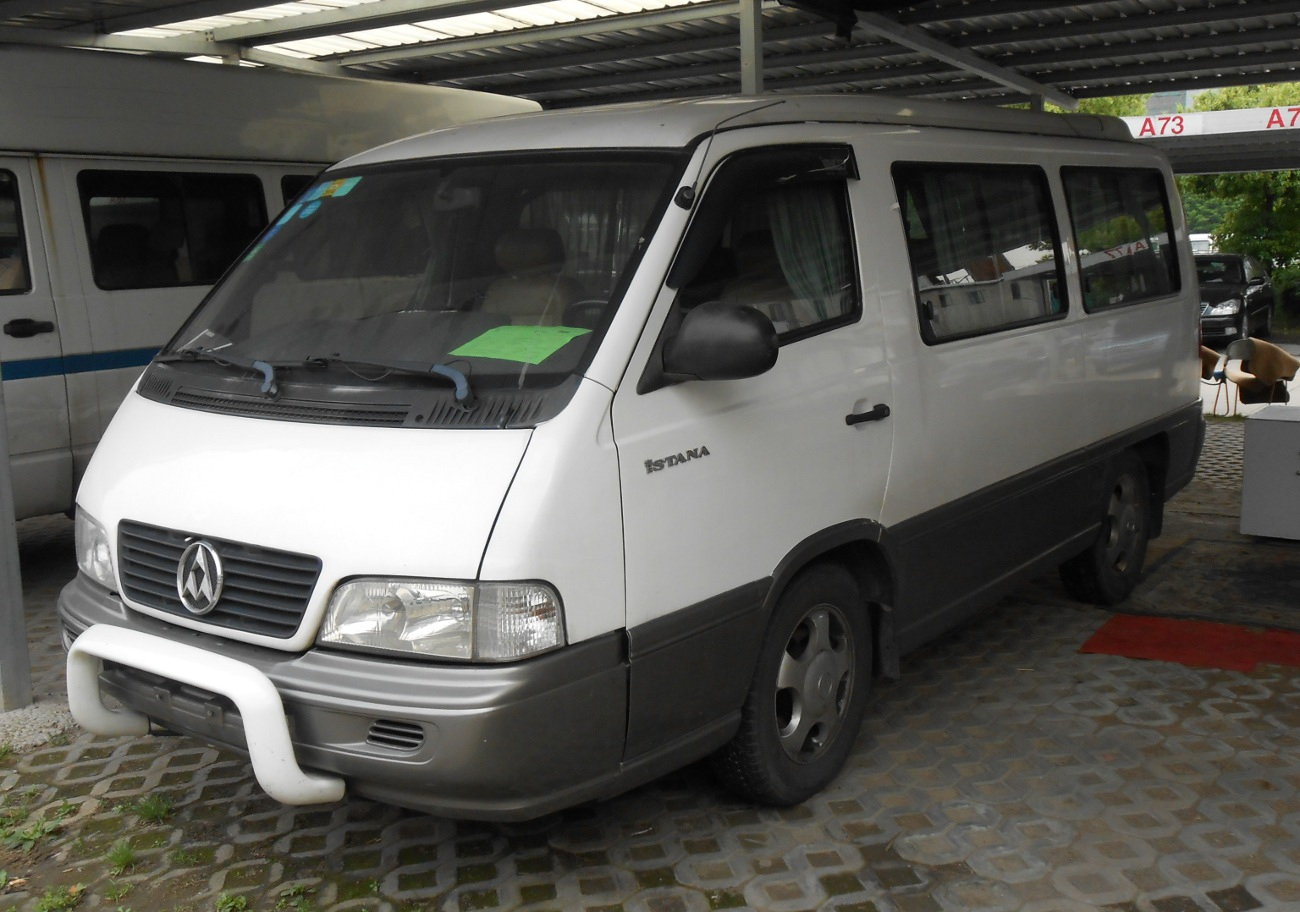
Maxus Istana
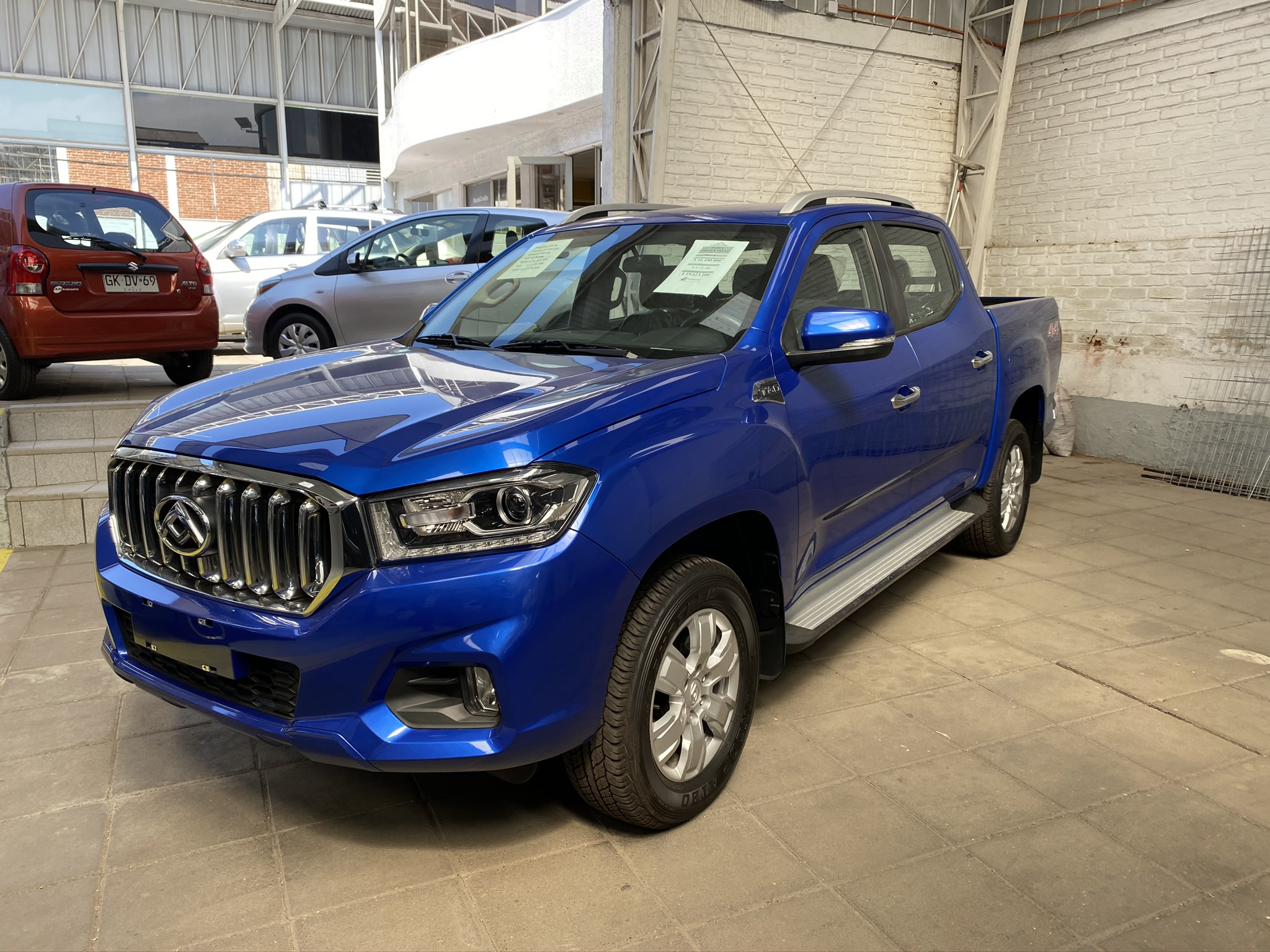
Maxus T60
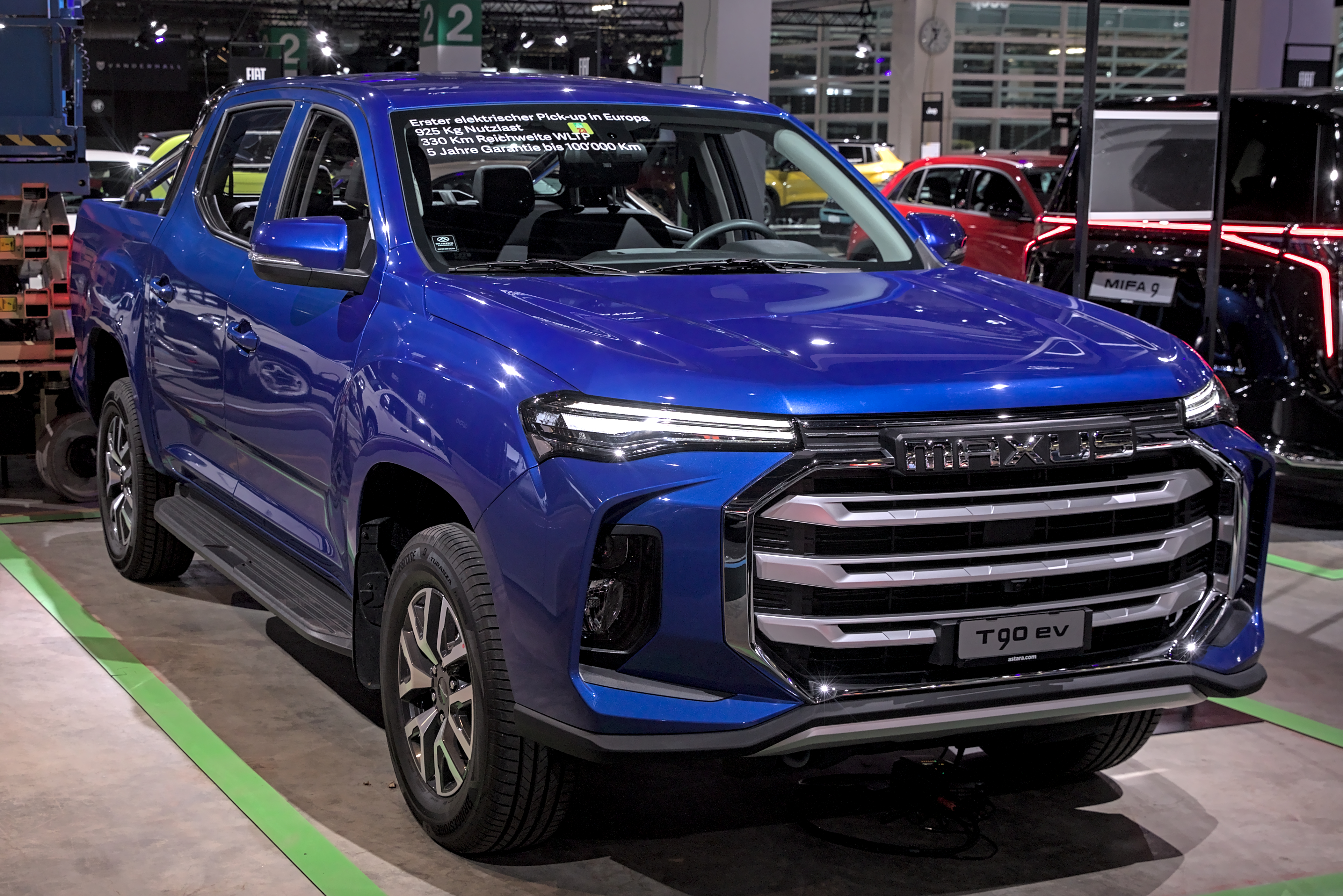
Maxus T90
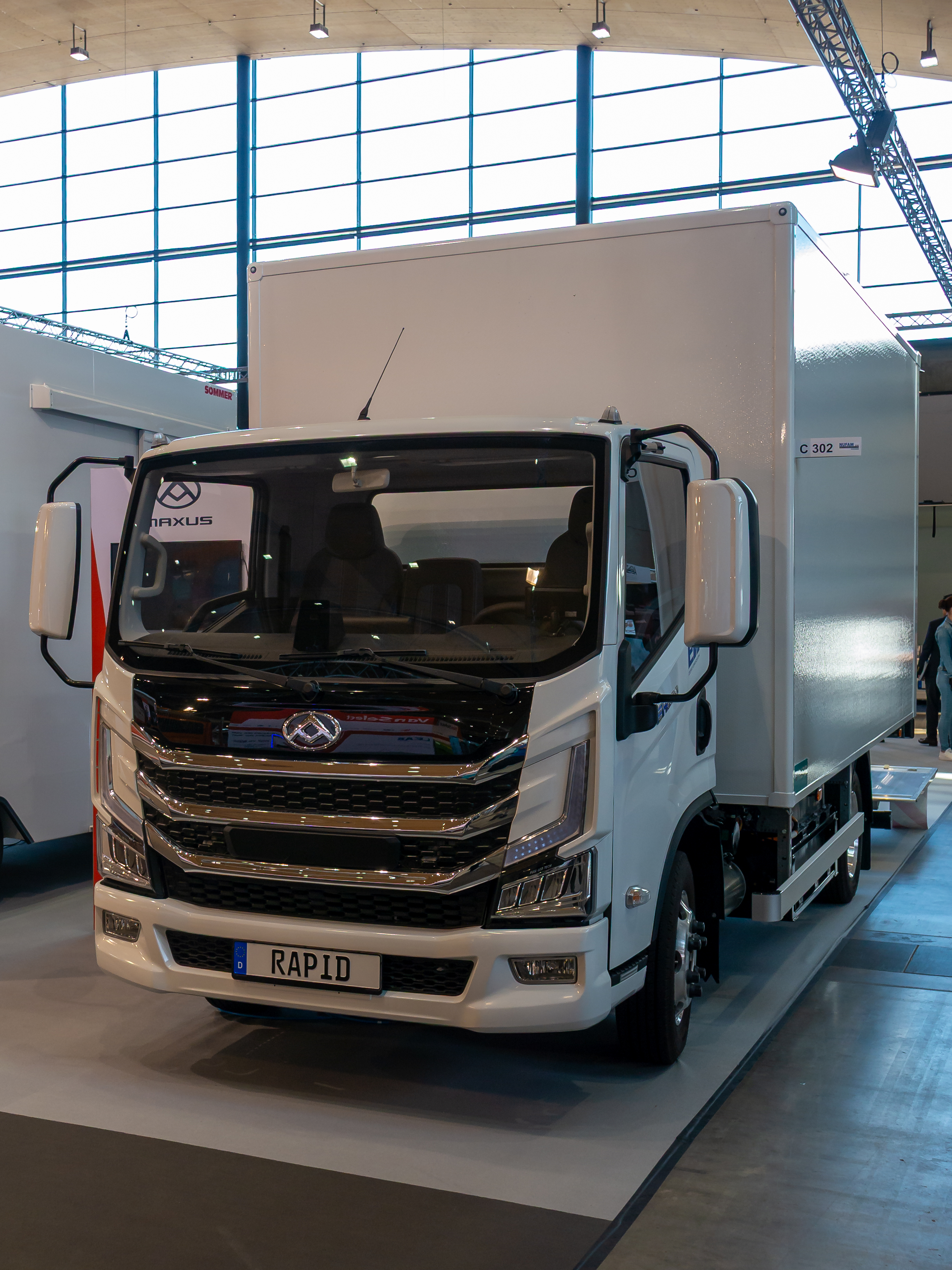
Maxus EH300

### Концепти
- Maxus Tarantula (2017)
- Maxus GST (2023)   - Maxus EV30
  - Maxus V70
  - Maxus V80
  - Maxus V90
  - Maxus G10
  - Maxus G20
  - Maxus G50
  - Maxus G70
  - Maxus G90
  - Maxus LD100
  - Maxus Dana V1
  - Maxus Mifa 5
  - Maxus Euniq/Mifa 6
  - Maxus Mifa 7
  - Maxus Mifa 9
  - Maxus D60
  - Maxus D90
  - Maxus T70
  - Maxus Istana
  - Maxus T60
  - Maxus T90
  - Maxus EH300